# Giovanni Fornasini
Giovanni Fornasini (Pianaccio, 23 de febrero de 1915-San Martino di Caprara, 13 de octubre de 1944) fue un sacerdote católico italiano, miembro de la resistencia y patriota en Bolonia. 
Fue asesinado por un soldado nazi alemán de la SS por odio a la fe siendo premiado póstumamente con la Medalla de Oro al Valor militar. A partir de 2018, la Iglesia católica le inició formalmente un proceso de canonización siendo reconocido su martirio por el papa Francisco el 21 de enero de 2021.